# Subaru BRAT
Subaru BRAT — (от англ. Bi-drive Recreational All-terrain Transporter  — полноприводный авто для отдыха на природе), известный под этим именем в Канаде и США, в Британии — как Subaru 284, в Австралии — как Subaru Brumby, а в остальных странах — как MV, Targa или Shifter. Пикап в стиле Coupé utility, созданный в конце 1970-х годов на базе полноприводного универсала Subaru Leone специально для рынка США.

## История
История BRATа началась в 1977 году, когда только что разработанный автомобиль презентовали в США. Презентация прошла по просьбе президента Subaru, который увидел в мини пикапах «для пикников» (таких как Datsun 620 или Ford Ranchero) выгодную нишу.

### Куриный налог
В 1970-х годах, когда всерьёз начался экспорт Японского автопрома, мини-пикапы стали очень востребованными и покупаемыми. В целях защиты отечественных компаний от Японской конкуренции, в США ввели так называемый «Куриный налог» (от англ. Chicken tax). Тогда ввозившие в страны автомобили иностранные экспортёры должны были платить 25%-ую (для лёгких грузовиков) таможенную пошлину.
В версии для США, в багажном отделении расположились два дополнительных сиденья, которые позволяли перевозить двух пассажиров в кузове. Благодаря этому компании Subaru удалось классифицировать свой автомобиль как легковой и платить 2.5 % вместо 25 %.

### Первое поколение
Экспорт в Европу и в частности в Англию начался в 1978 году под именем Subaru MV.

### Второе поколение
В 1981 году был изменён кузов и установлена стеклянная раздвижная крыша «Halo Twin Roof».
1983: решётка радиатора и бампер были заменены на литые уретановые детали.
1984: решётка заменена на сотовый тип.
1985: Начался экспорт в Азию и в Океанию (в основном в Австралию) под именем Subaru Brumby.
После окончания продаж в США экспорт в Европу, Азию и остальные страны продолжался вплоть до 1990 года.

## Технические характеристики
Все модели BRAT имели полный привод и были оборудованы двигателями Subaru EA. Ранние версии — 1.6-литровым EA-71, а поздние — более мощным 1.8-литровым EA-81. К моделям 1983 и 1984 года мог быть докуплен турбо-мотор мощностью 94 л.с. (79 кВт).
Механическая коробка передач была по умолчанию на всех моделях, кроме 1983 и 1984 года, к ним помимо турбо-мотора, можно было докупить автоматическую.
| Общая информация | Кузова и шасси                                                                                   | Двигатель | Коробка передач                                           | Габариты                                            |
| ---------------- | ------------------------------------------------------------------------------------------------ | --- | --------------------------------------------------------- | --------------------------------------------------- |
| Первое поколение | Кузова: 2-дверный купе, 4-дверный седан, 5-дверный универсал, 2-дверный пикап, 3-дверный хетчбэк | 1,6 литровый EA71 верхнего расположения клапанов в двигателе                                                                            | 4-ступенчатая и 5-ступенчатая механическая                | Длина — 3390 мм, Ширина — 1620 мм, Высота — 1415 мм |
| Второе поколение | Компоновка: передний привод. Привод на все колёса опционально.                                   | 1,8-литровый EA81 верхнего расположения клапанов в двигателе 1,8-литровый EA81 турбированный верхнего расположения клапанов в двигателе | 5-ступенчатая механическая и 3-ступенчатая автоматическая | Колёсная база — 2370 мм, Снаряжённая масса — 930 кг |